# Marcel Camus
Marcel Camus (* 21. April 1912 in Chappes im Département Ardennes; † 13. Januar 1982 in Paris) war ein französischer Regisseur.
Camus war zunächst Zeichenlehrer und geriet im Zweiten Weltkrieg für vier Jahre in Kriegsgefangenschaft. 1946 begann Camus als Regieassistent, in den nächsten Jahren arbeitete er unter anderem mit Jacques Becker und Henri Verneuil zusammen. 1952 half er dem Schauspieler Daniel Gélin bei dessen Regiearbeit Von Sensationen gehetzt (Les dents longues) als Autor und technischer Berater. 1956 konnte Camus seinen ersten Spielfilm drehen, der vor dem Hintergrund des von Frankreich gerade verlorenen Kolonialkrieges in Vietnam spielte.
Sein zweiter Film Orfeu Negro, den Camus 1959 herausbrachte, verlegte die antike Geschichte von Orpheus und Euridike in das moderne Rio de Janeiro, wobei Camus hier überwiegend mit Laienschauspielern arbeitete. Die Hauptrollen übernahmen die US-amerikanische Schauspielerin Marpessa Dawn und der brasilianische Fußballspieler Breno Mello. Der Film erhielt beim Filmfestival Cannes 1959 eine Goldene Palme sowie bei der Oscarverleihung 1960 den Oscar für den besten fremdsprachigen Film. Der Film markierte den weltweiten Durchbruch der Bossa-Nova-Musik. An den Erfolg dieses Filmes konnte Camus später nie mehr anknüpfen.
Camus drehte weitere Spielfilme, die exotische Schauplätze und sorgfältig konstruierte poetische Geschichten kombinierten, aber er fand kaum noch ein Publikum. Auch die 1970 mit Bourvil in der Hauptrolle gedrehte Komödie Leo der Kriegsheld, die für Camus eine Abkehr von seinen eher poetischen Filmen bedeutete, erwies sich nicht als kommerzieller Erfolg. In den 1970er Jahren verlegte er sich dann mehr und mehr auf Arbeiten für das Fernsehen. Dazu gehörte die erste Staffel der erfolgreichen kanadisch-französisch-deutschen Serie Die Grashüpfer (Les Faucheurs des marguerites) über die Zeit der Flugpioniere. Sie lief in 4 Staffeln von 1974 bis 1982 in der ARD.
Seine Grabstätte ist auf dem Friedhof Père-Lachaise (division 87).

## Filmografie
- 1950: Renaissance de Havre (Kurzfilm)
- 1956: Das Halbblut von Saigon (Mort en fraude)
- 1959: Orfeu Negro
- 1960: Brasilianische Rhapsodie (Os Bandeirantes)
- 1962: Paradiesvogel (L'oiseau de paradis)
- 1965: Und die Wälder werden schweigen (Le Chant du monde)
- 1968: Vivre la nuit
- 1970: Un été sauvage
- 1970: Leo, der Kriegsheld (Le Mur de l'Atlantique)
- 1976: Hirten der Nacht (Os Pastores da Noite), auch Otalia de Bahia
- 1980: Mein Freund Winnetou (Winnetou le mescalero) (Fernsehserie)
- 1981: Der Geheimagent (L'agent secret)